# 吹田郵便局
吹田郵便局（すいたゆうびんきょく）は、大阪府吹田市にある郵便局。民営化前の分類では集配普通郵便局であった。

## 概要
住所：〒564-8799 大阪府吹田市穂波町4-1

### 併設施設
- ゆうちょ銀行吹田店（大阪支店吹田出張所）：取扱店番号410120

### 分室
分室はなし。過去に存在した分室は以下のとおり。
- 駅前分室 - 1939年（昭和14年）に廃止。

## 沿革
- 1873年（明治6年）7月1日 - 吹田郵便取扱所として開設[1]。
- 1875年（明治8年）1月1日 - 吹田郵便局（五等）となる[1]。
- 1885年（明治18年）10月1日 - 貯金取扱を開始[1]。
- 1890年（明治23年）12月16日 - 為替取扱を開始[1]。
- 1900年（明治33年）12月26日 - 吹田郵便電信局（三等）となる[2]。
- 1903年（明治36年）4月1日 - 通信官署官制の施行に伴い吹田郵便局（三等）となる[3]。
- 1909年（明治42年）1月21日 - 電話通話事務を開始[4]。
- 1909年（明治42年）12月29日 - 電話交換業務を開始[5]。
- 1936年（昭和11年）12月1日 - 等級を三等から二等に改定[6]、駅前分室を設置[7]。
- 1939年（昭和14年）3月26日 - 駅前分室を廃止[8]。
- 1953年（昭和28年）10月1日 - 吹田市六地蔵町から、同市大字片山に局舎を新築、移転[9]。同日、電報受付および電話通話事務の取扱を開始。
- 1977年（昭和52年）11月28日 - 吹田市片山町から、同市穂波町に局舎を新築、移転。
- 1999年（平成10年）9月1日 - 外国通貨の両替および旅行小切手の売買に関する業務取扱を開始。
- 2007年（平成19年）10月1日 - 民営化に伴い、併設された郵便事業吹田支店、ゆうちょ銀行吹田店に一部業務を移管。
- 2012年（平成24年）10月1日 - 日本郵便株式会社発足に伴い、郵便事業吹田支店を吹田郵便局に統合。
- 2022年（令和4年）4月1日-かんぽサービス部を設置。

## 取扱内容

### 吹田郵便局
- 郵便、印紙、ゆうパック、内容証明
- 生命保険、バイク自賠責保険、自動車保険、がん保険、引受条件緩和型医療保険
- 「564-00xx」区域（吹田市内の南部地域＝名神高速道路、大阪府道135号豊中摂津線以南）の集配業務
- ゆうゆう窓口

### ゆうちょ銀行吹田店
- 貯金、貸付、為替、振替、振込、国際送金、外貨両替、トラベラーズチェック、国債、投資信託、変額年金保険、スルガ銀行の個人ローンの申込
- ATM

## 風景印
- 図案は釈迦ヶ池。局名表示は「吹田」
- 使用開始日は1985年（昭和60年）7月1日

## 周辺
- 吹田市役所
- 吹田市文化会館（メイシアター）
- 吹田市立吹田第二小学校

## アクセス
- 阪急千里線 吹田駅から徒歩約9分
- 阪急バス 吹田第二小学校前停留所下車
- 名神高速道路 豊中ICから東へ約5.5km、吹田ICから南へ約7.5km
- 国道479号沿い
- 駐車場あり：8台